# Dego
Dego est une commune italienne de la province de Savone, dans la région Ligurie.

## Toponymie
La ville s'appelle Dêgo ou O Dê en ligure et Degh en piemontais.
L'origine étymologique du nom de la ville est mal connue, plusieurs suppositions ont été avancées dont une voit en Dego une déformation de l'ancien allemand Der Got, littéralement le dieu et en italien, il dio.

## Histoire
La ville a probablement des origines romaines, la ville était située le long de la Via Aemilia Scauri, qui reliait Plaisance à Pise en passant par Gênes.
Lors de la période lombarde, la ville a été incluse dans les possessions de l'abbaye de San Colombano de Bobbio.
La première apparition de Dego dans un document historique remonte à 967 avec un acte légal, adressé au marquis d'Aleramo par l'empereur du Saint-Empire Otton Ier, qui mentionne la ville.
En 1214, Otto del Carretto, cède la ville à la municipalité de Gênes tout en la gardant comme fief. Malgré ce changement juridictionnel, Dego reste sous la domination de la famille del Carretto.
En 1735, après le traité de Vienne, la ville intègre le royaume de Sardaigne.
Dans les premières phases de la guerre de Succession d'Autriche (vers 1740) le territoire fut le théâtre d'affrontements et occupé par l'armée franco-espagnole.
En 1794 a lieu la première bataille de Dego, entre soldats français et autrichiens. L'armée française, dirigée par le général André Masséna, y connaît alors une victoire.
Entre le 14 et 15 avril 1796, a lieu la deuxième bataille de Dego, entre les forces françaises commandées par Bonaparte et les troupes austro-sardes. C'est l'un des épisodes marquants de la première campagne d'Italie et qui ouvre la voie aux Français à la conquête du Piémont.
Avec la domination française, le territoire de Dego revient à partir du 2 décembre 1797 au département de Letimbro, avec Savone comme capitale, au sein de la République ligure. La ville est rattachée au Premier Empire français le 13 juin 1805, elle est incluse au département de la Montenotte. Elle le reste jusqu'en 1814.
En 1815, Dego est incorporé au royaume de Sardaigne, tel que l'établissait le congrès de Vienne en 1814, puis au royaume d'Italie en 1861. De 1859 à 1927, le territoire a été inclus dans le septième arrondissement du même nom dans le district de Savone, qui faisait alors partie de la province de Gênes. En 1927 aussi le territoire municipal du Dego rejoint la province de Savone, nouvellement créée. 

## Monuments
- Église Saint-Ambroise, reconstruite en 1810 sur le site de l'ancienne église
- Église Saint-Roch, du XVIIe siècle
- Église paroissiale de l'Annonciation, située à Dego Alta, de style baroque
- Église paroissiale Saint-Maxime, située dans la localité de Brovida
- Oratoire Saint-Maurice, situé dans la localité de Brovida, du XVIIe siècle.

## Administration
| Période                                  | Période | Identité | Étiquette | Qualité |
| ---------------------------------------- | ------- | -------- | --------- | ------- |
|                                          |         |          |           |         |
| Les données manquantes sont à compléter. |         |          |           |         |

### Communes limitrophes
Cairo Montenotte, Castelletto Uzzone, Giusvalla, Gottasecca, Piana Crixia, Spigno Monferrato